# 切梅爾尼克山
切梅爾尼克山是塞爾維亞的山峰，位於該國東南部，處於蘇爾杜利察附近，距離首都貝爾格萊德東南面270公里，海拔高度1,638米，每年平均降雨量998毫米。